# Dakshinamurti
Dakshinamurti (sànscrit: दक्षिणामूर्ति; romanitzat: Dakṣiṇāmūrti) és una representació de la divinitat hindú Xiva com a guru (mestre). Es considera que és la personificació de la consciència, la comprensió i el coneixement suprems o últims. Dakshinamurti representa Xiva com a professor de ioga, música i saviesa, oferint una exposició dels Dharma-xastra. És adorat com el déu de la saviesa i la meditació.

## Representació
Dakshinamurti significa literalment «aquell que està mirant al sud (dakṣiṇa)» en sànscrit i representa la bondat en forma de mestre benèvol que concedeix saviesa als buscadors de salvació. A la majoria dels temples de Xiva, la imatge de pedra de Dakshinamurti s'instal·la, mirant al sud, al camí circumambulatori al voltant del sanctum sanctorum.

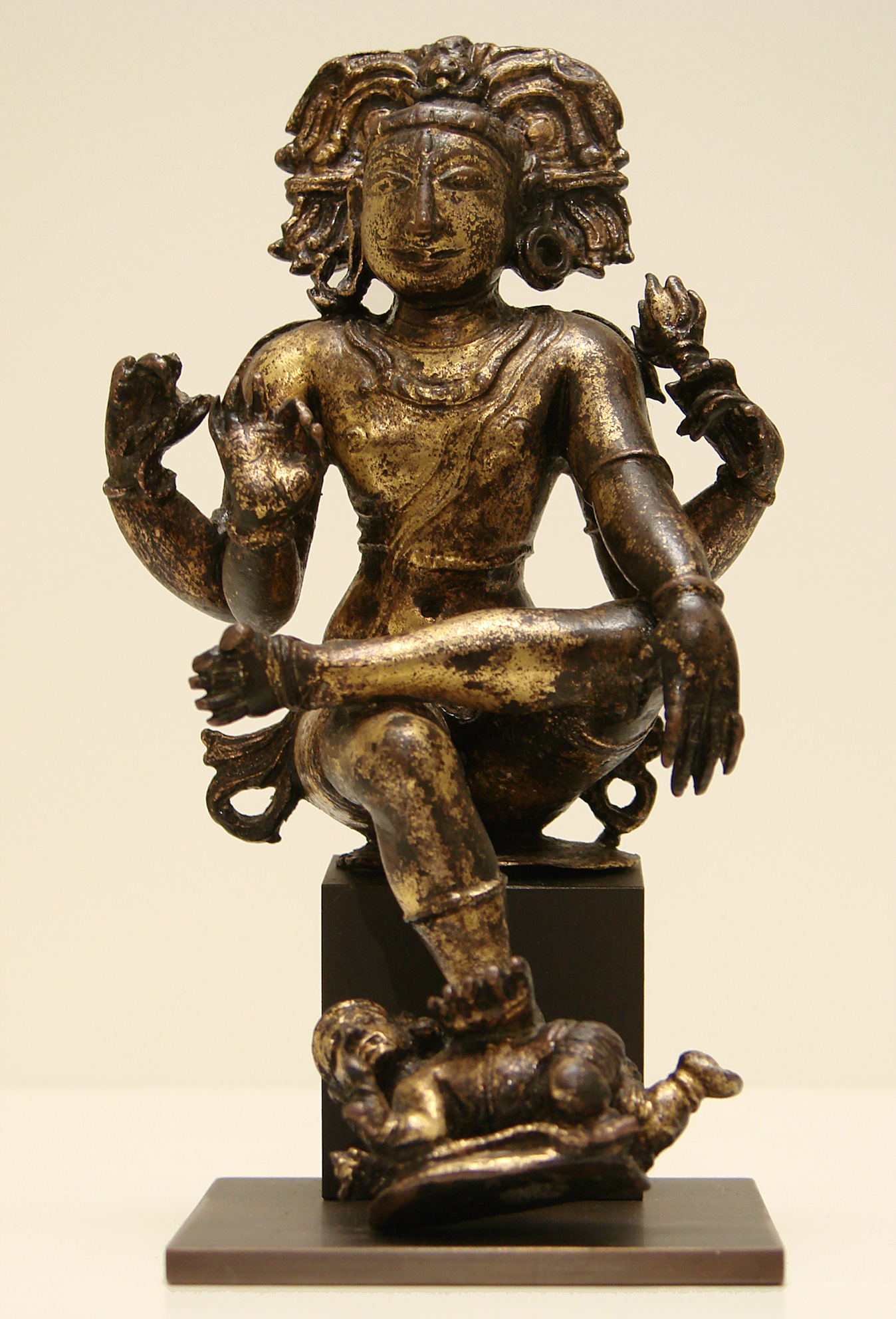
Dakshinamurti al Museu Guimet (segle XVI)

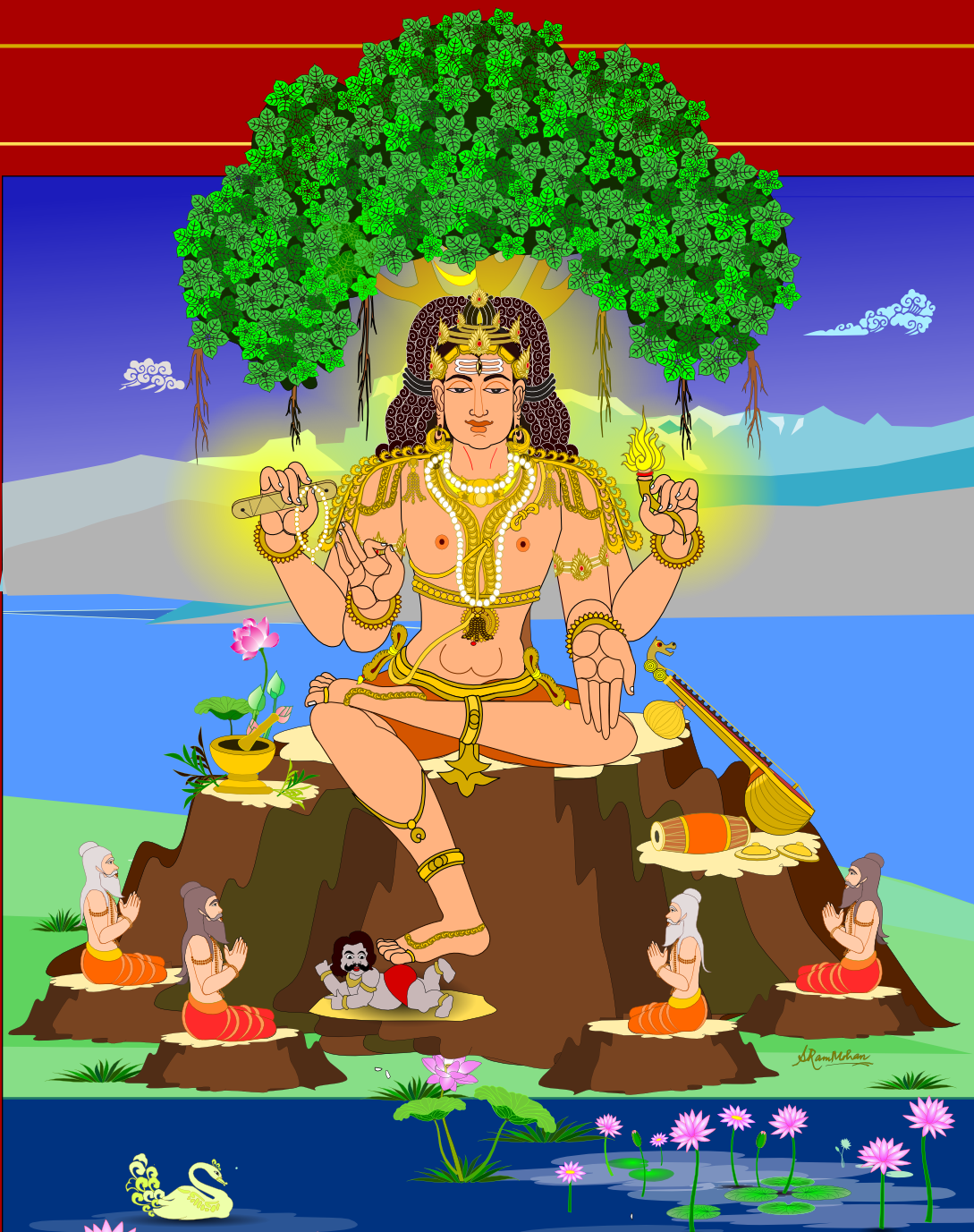
Dakshinamurti assegut sota un banià

En el seu aspecte de Jnana Dakshinamurti, Xiva es mostra generalment amb quatre braços. Està representat assegut sota un banià, mirant al sud. Xiva està assegut sobre un tron de cérvol i envoltat de savis que reben les seves instruccions. Es mostra assegut amb el peu dret sobre el mític apasmara (un dimoni que en la mitologia índia, és la personificació de la ignorància) i el peu esquerre es troba plegat a la falda. De vegades es representen animals salvatges al seu voltant. Als braços superiors duu una serp o rosari o ambdós en una mà i una flama a l'altra, mentre que a la seva mà inferior dreta es mostra en vyakhyanamudra, la seva mà inferior esquerra sosté un feix d'herba kusha o les escriptures. El dit índex de la seva mà dreta està doblegat i toca la punta del polze. Els altres tres dits estan estirats. Aquest gest de la mà o mudra és el Gnana Mudra (o Jnana Mudra o Jana Mudra), símbol de coneixement i saviesa. De vegades, aquesta mà es troba a l'Abhaya Mudra, una postura de seguretat i benedicció.

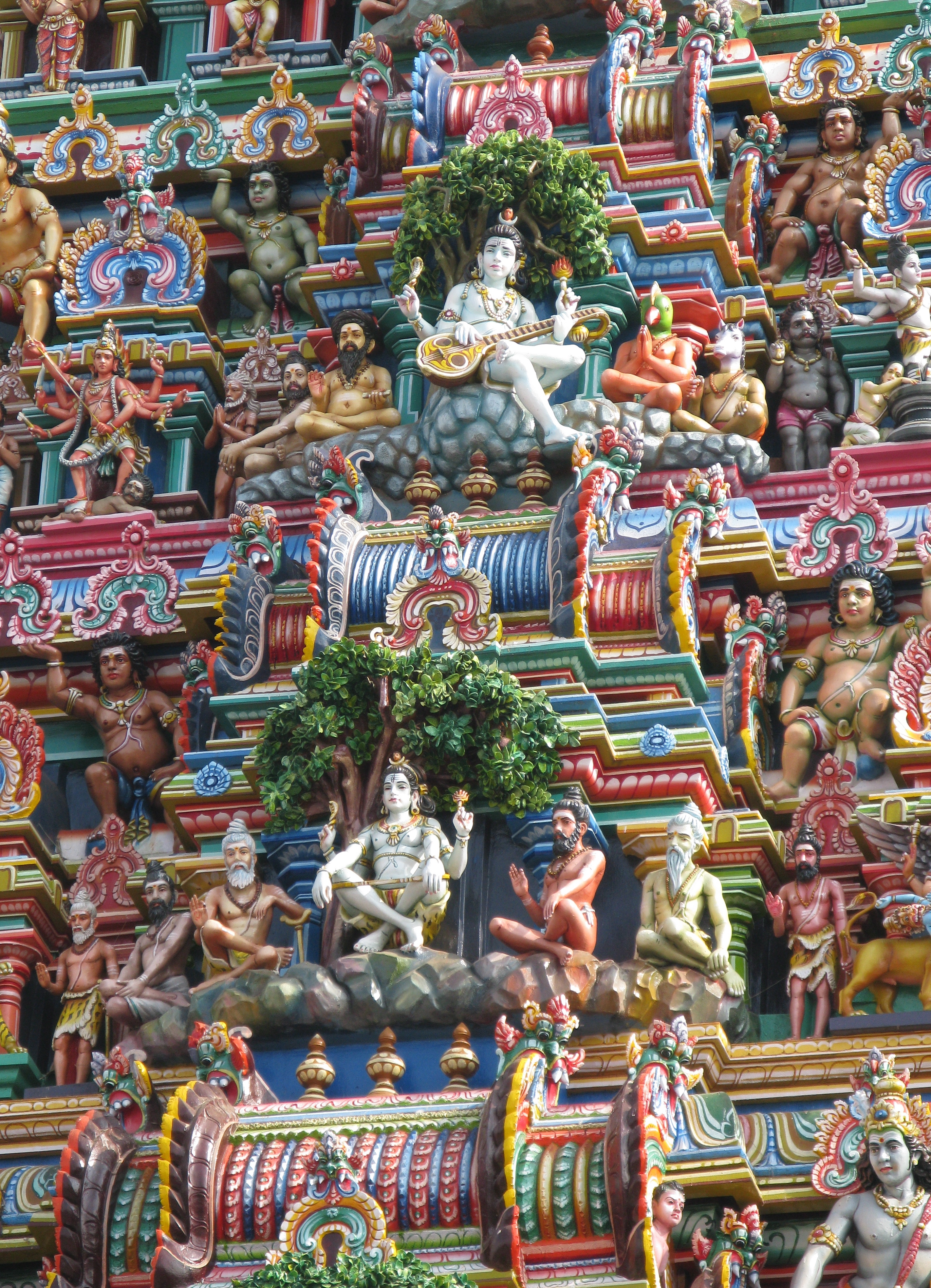
El temple Gopuram de Chennai representa dues escultures de Dakshinamurti: una tocant la vina i l'altra en estat meditatiu.

Dakshinamurti es presenta com una forma poderosa plena de felicitat i alegria suprema mentre es troba en l'estat iòguic de meditació abstracta. Les variacions d'aquesta representació icònica inclouen Veenadhara Dakshinamurti (sostenint una vina) i Rishabharooda Dakshinamurti (muntada sobre un rishabha, un toro). Tot i que la icona de Dakshinamurti es troba a tots els temples dedicats a Xiva, només hi ha uns pocs temples on Dakshinamurti és la deïtat principal.